# Electroforesi en gel d'agarosa

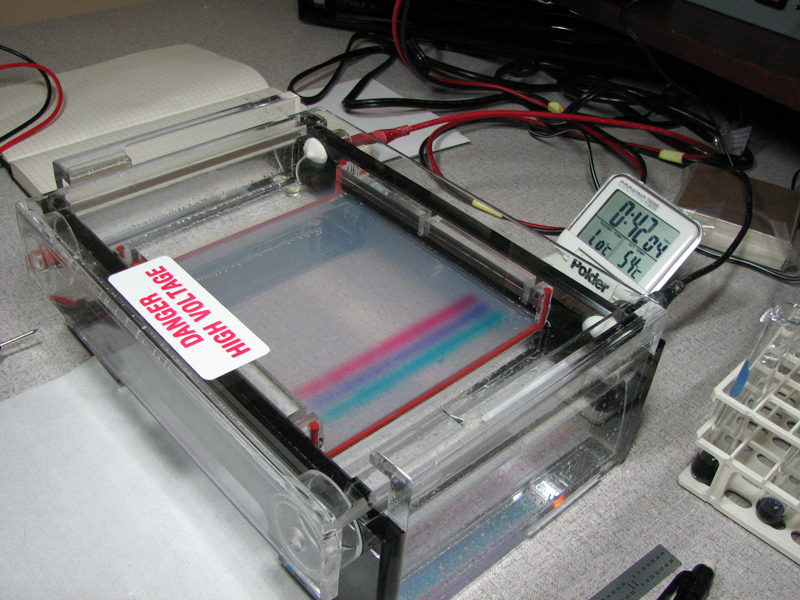
Aparell d'electroforesi contenint un gel d'agarosa amb diversos pous de càrrega (esquerra). Noteu la presència d'un cronòmetre per controlar el temps d'aplicació del voltatge i d'un termòmetre per controlar la temperatura.

L'electroforesi en gel d'agarosa és un mètode utilitzat en bioquímica clínica per separar proteïnes per càrrega elèctrica o mida (Agarosa IEF, no té influència la mida) i en bioquímica i biologia molecular per separar una mescla de fragments d'ADN i ARN per llargada, per calcular la mida de fragments d'ADN i ARN o per separar proteïnes per càrrega. Les molècules d'àcid nucleic se separen aplicant un camp elèctric per moure les molècules carregades negativament a través d'una matriu d'agarosa. El moviment de les molècules més curtes o petites és més ràpid i migren més lluny que les més llargues perquè de les molècules més petites migren més fàcilment a través dels porus del gel. Aquest fenomen s'anomena tamisatge.

## Aplicacions

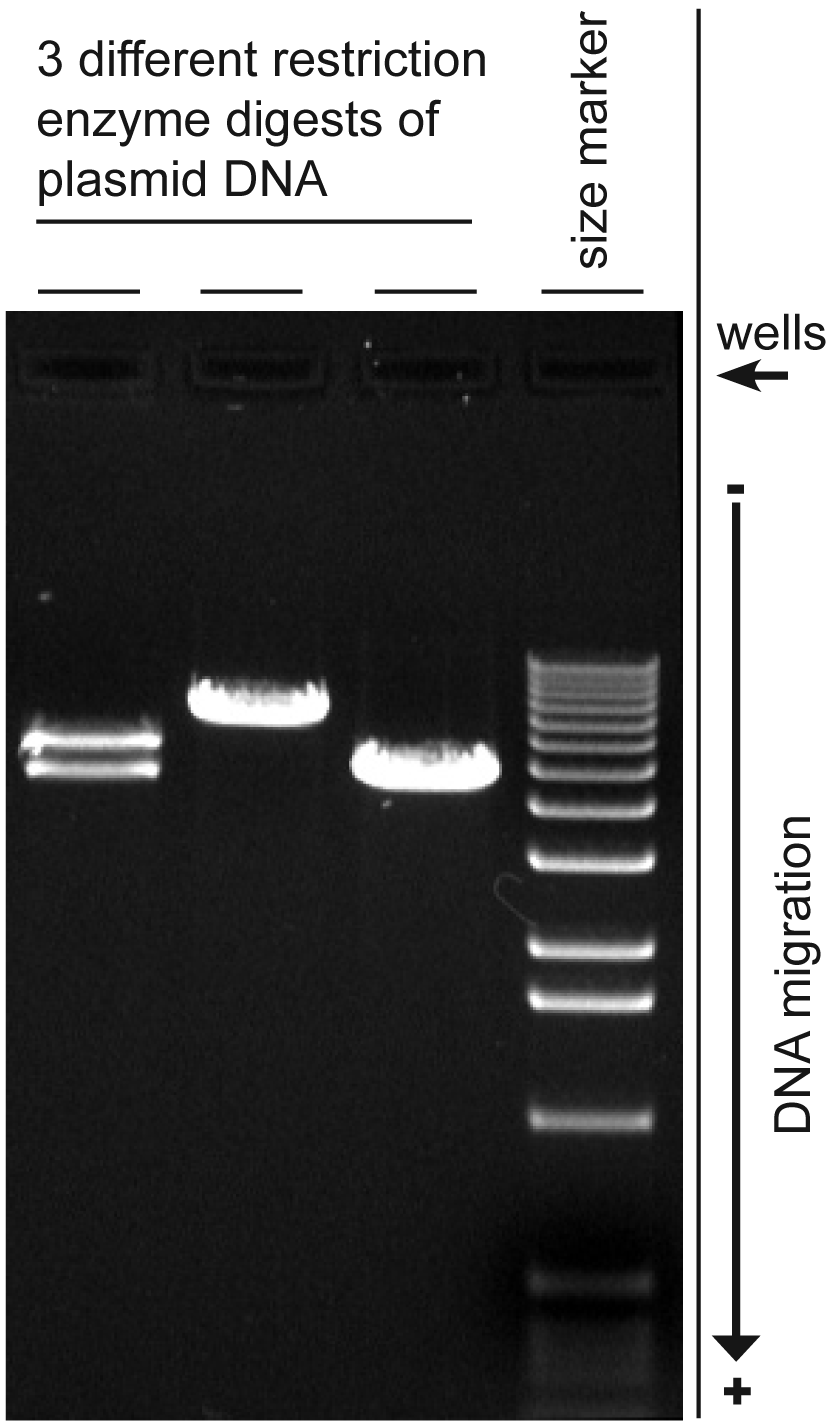
Imatge digital de quatre carrils d'un gel d'agarosa tenyit amb bromur d'etidi i il·luminat per revelar la presència de bandes d'àcids nucleics. D'esquerra a dreta el primer carril revela la presència de dues bandes corresponent com a mínim a dos tipus de fragments amb diferent longitud; el segon amb un fragment de longitud major que els del carril 1; el 3r carril conté un fragment de mida menor; el quart carril conté una mescla de fragments d'ADN de mida coneguda (marcador o size marker) que permet estimar lleugerament la longitud dels fragments produïts en cada carril. La mostra d'ADN carregat en els pous (wells) de la part superior i quan és sotmès a un camp elèctric el DNA, carregat negativament, migra cap al pol positiu.

- Estimació de la mida de molècules d'ADN després de digestió amb enzims de restricció, p. ex. en el polimorfisme de longitud del fragment de restricció.
- Separació d'ADN genòmic digerit amb enzims de restricció, abans de fer una transferència Southern, o d'ARN abans de fer una transferència Northern.
- Anàlisi de productes de PCR, p. ex. en diagnosi genètica molecular o empremtes genètiques

Els gels d'agarosa s'elaboren i es manipulen fàcilment comparat amb altres matrius (p. ex.: poliacrilamida per a SDS-PAGE) i els àcids nucleics no s'alteren químicament durant el procés d'electroforesi. Les mostres també es recuperen fàcilment. Un cop finalitzat l'experiment s'acabi, el gel resultant es pot emmagatzemar en una bossa de plàstic en una nevera.
Hi ha limitacions a les tècniques electroforètiques, ja que passant corrent a través d'un gel provoca el seu escalfament, els gels poden fondre's durant l'electroforesi. L'electroforesi es realitza en solucions tampó intermèdies per reduir canvis de pH a causa del camp elèctric, que és important perquè la càrrega d'ADN i ARN depèn del pH, però fer córrer l'electroforesi massa temps pot esgotar la capacitat d'amortiment de la solució. Les diferents preparacions de material genètic poden no migrar coherentment l'una amb l'altra, per raons morfològiques o altres motius.

## Factors que afecten la migració d'àcids nucleics
El factor més important és la llargada de la molècula d'ADN, molècules més petites viatgen més ràpid, excepte en l'electroforesi d'inversió de camp, on és possible obtenir una "inversió de bandes" - les molècules grans viatgen més ràpid que les molècules petites. Però la conformació de la molècula d'ADN és també un factor. En analitzar molècules per mida, és més convenient analitzar només molècules lineals per evitar aquest problema, p. ex. els fragments d'ADN d'una digestió de restricció, productes d'ADN lineals obtinguts per PCR o ARN. L'electroforesi de gel d'agarosa s'utilitza àmpliament per resoldre ADN circular amb topologies d'ADN superenrotllat diferent, i resoldre fragments que difereixen a causa de la síntesi d'ADN (Fangman work). Danys a l'ADN a causa de la reticulació (cross-linking) reduirà de forma directament proporcional la migració electroforètica de l'ADN.
Augmentant la concentració d'agarosa d'un gel es redueix la velocitat de migració i permet la separació de molècules d'ADN més petites i d'una manera més precisa. Tanmateix a mesura que s'incrementa la concentració d'agarosa cal aplicar un voltatge més alt i la cubeta on se submergeix el gel perquè tingui una solució conductora adquireix més temperatura durant el procés d'electroforesi. De tal manera que a temperatures molt elevades el propi gel es fon desfent i alterant la matriu i, per tant, eliminant el fonament de la tècnica voltatge, el més ràpid l'ADN passa. Però el voltatge és limitat pel fet que escalfi el gel i en el fons faci que es fongui. Els voltatges alts també disminueixen la resolució (sobre els 5 - 8 V/cm).
La conformació d'ADN procedent de plasmidis que no s'ha tallat amb un enzim de restricció passarà amb velocitats diferents (de més lent a més ràpid: oscat, circular, linealitzat, superenrotllat).

## Visualització: bromur d'etidi (EtBr) i colorants
El colorant més comú utilitzat per fer visibles bandes d'ADN o ARN per a l'electroforesi en gel d'agarosa és el bromur d'etidi, normalment abreujat com EtBr. Aquest, quan s'intercala entre l'ADN o ARN, emet fluorescència quan s'exposa a la llum ultraviolada (llum UV). Fent córrer ADN a través d'un gel amb presència d'EtBr i visualitzant-ho amb llum ultraviolada, qualsevol banda que contingui més que ~20 ng d'ADN esdevé clarament visible. El bromur d'etidi és un conegut mutagen, i hi ha alternatives més segures estan disponibles.
L'exposició fins i tot curta d'àcids nucleics a llum UV provoca danys significatius a la mostra. El dany UV a la mostra reduirà l'eficiència de subsegüents manipulacións de la mostra, com el lligament i el clonatge. Si l'ADN s'ha d'utilitzar després de la separació en el gel d'agarosa és millor evitar exposició a llum UV.
La llum blava també és millor per a visualització, ja que és més segur que els UV (la protecció ocular no és un requisit tan crític) i passa a través del plàstic transparent i vidre (usat per contenir els gels en el procés d'electroforesi). Això significa que la tinció serà més brillant fins i tot si el llum d'excitació se'n va a través de plaques de gel de vidre o plàstic.
SYBR Green I és una altra tinció de dsADN, produïda per Invitrogen. És més cara, però 25 vegades més sensible, i possiblement més segur que el EtBr, encara que no hi ha dades sobre la seva capacitat mutagènica o toxicitat en humans.
SYBR Safe és una variant de SYBR Green I que ha demostrat a tenir nivells prou baixos de capacitat mutagènica i toxicitat per ser considerat un residu no perillós segons les lleis federals dels EUA. Té nivells de sensibilitat similars a EtBr, però, com SYBR Green, és significativament més car. Tanmateix en països on l'eliminació segura de residus perillosos és obligatòria, els costos de disposició de EtBr poden fàcilment superar la diferència de preu inicial.

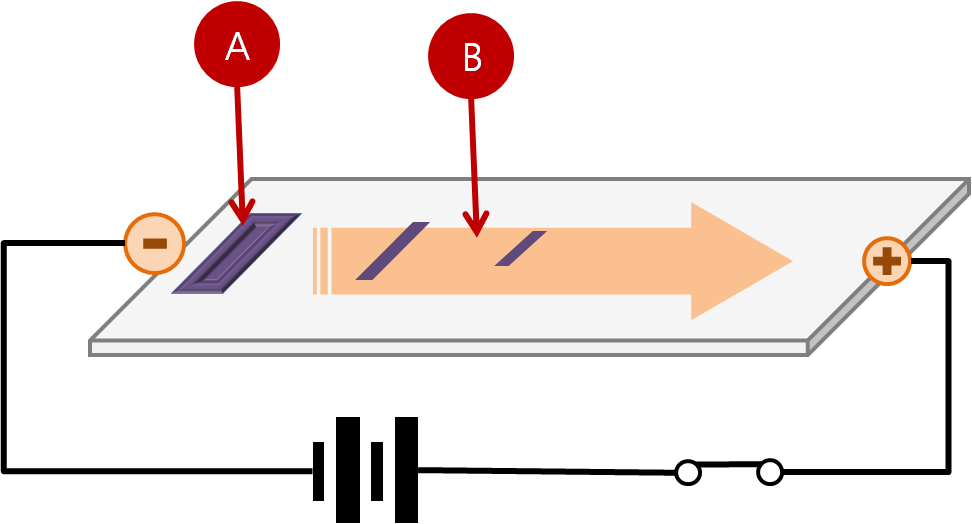
Esquema de representació del gel d'agarosa disposat en la cubeta d'electroforesi amb el pou de càrrega (A) i la seva migració quan es sotmet a un camp elèctric de corrent continu. L'ADN, carregat negativament degut als grups fosfat, migra cap al càtode (+). El front d'avanç separa els diversos fragments d'ADN en bandes segons la mida dels mateixos (B)

Com que la mescla d'ADN amb bromur d'etidi no és visible en llum natural, se sol barrejar l'ADN amb un tampó de càrrega amb càrrega negativa abans d'afegir la mostra al gel. Els tampons de càrrega són útils perquè es veuen en llum natural, i sedimenten alhora amb l'ADN i es mouen a la mateixa velocitat que l'ADN d'una certa longitud durant l'electroforesi pel que iniquen d'una manera visual l'avanç del front durant l'electroforesi. El xilè cianol i el blau de bromofenol són tampons de càrrega comuns; desplaçant-se amb la mateixa velocitat que fragments d'ADN entre 5.000 pb i 300 pb, però la posició precisa varia amb el percentatge d'agarosa del gel. Altres marcadors de progrés menys freqüentment utilitzats són vermell de cresol i Orange G que es desplacen a uns 125 pb i 50 pb, respectivament.
La visualització també es pot aconseguir transferint l'ADN a una membrana de nitrocel·lulosa seguida per exposició a una sonda d'hibridació. Aquest procés s'anomena transferència Southern.

## Percentatge d'agarosa i límits de resolució
L'electroforesi en gel d'agarosa es pot utilitzar per a la separació de fragments d'ADN en un rang entre 50 pb a uns quants milions de pb utilitzant aparell especialitzat. La distància entre les bandes d'ADN d'una longitud donada està determinada pel percentatge d'agarosa del gel. El desavantatge de concentracions més altes són els temps d'execució llargs, a vegades dies. Per a fer córrer gels amb percentatges d'agarosa alts s'acostumen a usar per a l'electroforesi de camp polsant (PFE), o l'electroforesi d'inversió de camp.
La majoria de gels d'agarosa es fan entre un 0,7% (bona separació o resolució de fragments grans d'ADN de 5-10 kb) i un 2% d'agarosa dissolta en tampó d'electroforesi (bona resolució per a fragments petits de 0,2-1 kb). Fins a un 3% es poden utilitzar per separar fragments minúsculs però un gel de poliacrilamida vertical és més apropiat en aquest cas. Els gels de percentatge baixos són fràgils i es poden trencar quan intenta manipular-los. Els gels de percentatge alts són sovint trencadissos i no s'endureixen uniformement. Els gels d'un 1% són comuns en moltes aplicacions.

## Tampons
Hi ha un cert nombre de tampons usats per a l'electroforesi d'agarosa. Els més comúns són per a d'àcids nucleics el tampó TAE (Tris/acetat/EDTA) i el Tris/borat/EDTA (tampó TBE). S'han proposat molts altres tampons, p. ex. tampó LB (borat de liti), que gairebé mai no s'utilitza, basava en les citacions de pubmed (LB), histidina isoelèctica, etc.; en la majoria dels casos el fonament és treballar a corrents més baixos (menys calor). El borat és problemàtic, ja que pot polimeritzar, i interacciona amb cis diols com el que hi a l'ARN. El tampó TAE té la capacitat d'amortiment més baixa però proporciona una millor resolució per ADN més gran. Això significa un voltatge més baix i més temps, però un millor producte. LB és relativament nou i és ineficaç resolent fragments més grans que 5 kbp; Tanmateix, amb la seva baixa conductivitat, es podria utilitzar un voltatge molt més alt (fins a 35 V/cm), que significa un temps d'electroforesi més curt que una electroforesi rutinària. En un gel d'agarosa d'un 3% amb un medi de conductivitat extremadament baix (borat de liti 1 mM) es podria obtenir una resolució de fins a un sol parell de bases.

## Anàlisi
Per analitzar el gel, aquest s'irradia amb llum ultraviolada -ja que el bromur d'etidi intercalat amb ADN emet per fluorescència en l'espectre de la llum visible, concretament al color taronja (605nm)-, normalment en una aparell destinat a aquest propòsit, mentre s'empra un equip de protecció individual (EPI) per limitar exposició a radiació ultraviolada o en equips de fotografia de gels veure les bandes d'ADN. E. La banda d'ADN també es pot retallar del gel, per recuperar l'ADN purificat d'aquesta banda. El gel llavors es pot fotografiar normalment amb una càmera digital o polaroid. Encara que l'àcid nucleic tenyit emet fluorescència d'un color vermellós taronja les imatges s'emmagatzemen i es mostren normalment en blanc i negre, ja que el color no aporta gaire informació mentre que la intensitat de fluorescència de la banda dona una idea sobre la quantitat relativa d'ADN present en ella. La recerca sobre gels d'electroforesi sovint usa programari d'anàlisi d'imatges com ImageJ.
| 1 | 2 | 3 |
| - | - | - |
|   |   |   |